# دوروتی ایدی

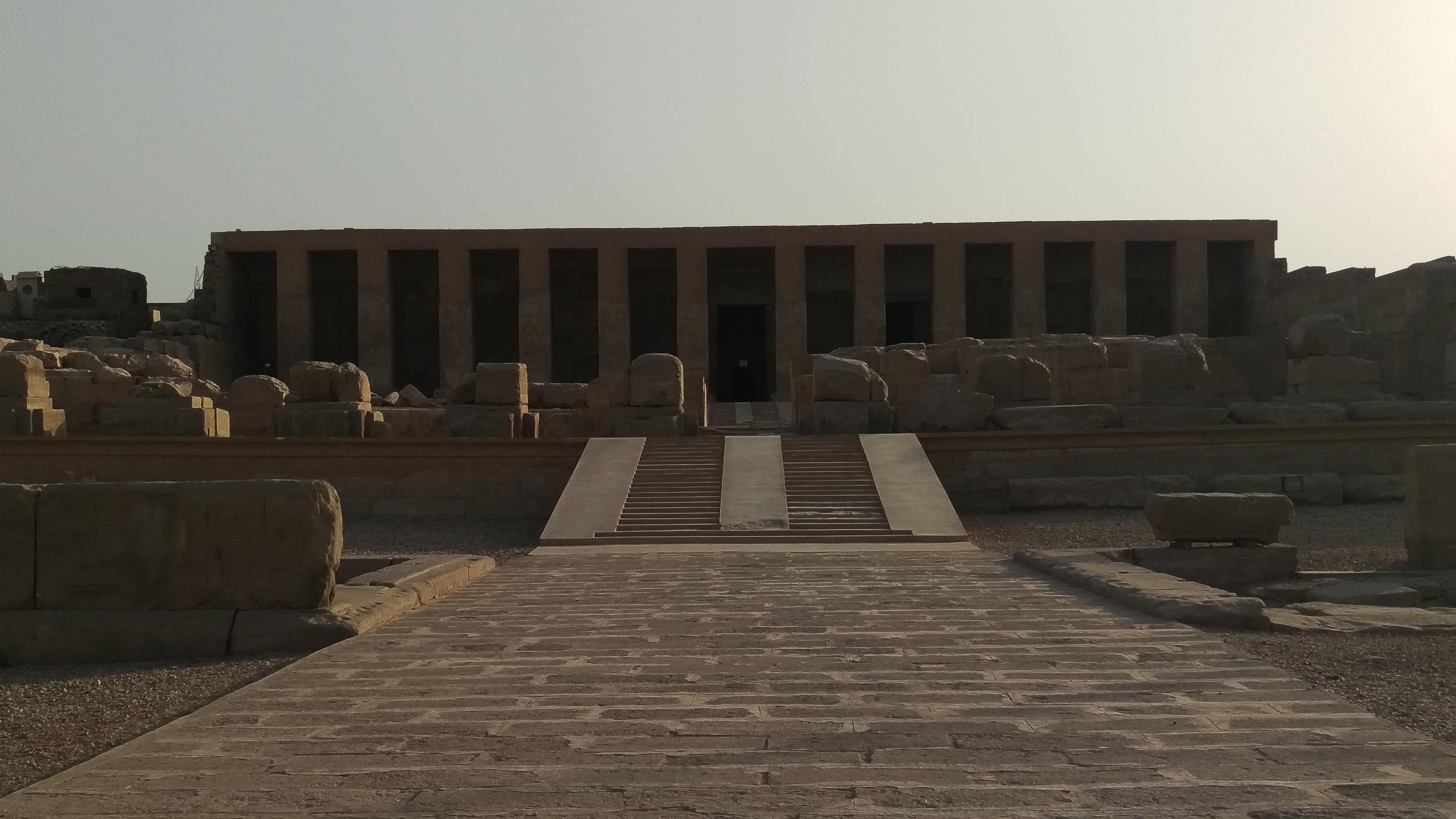
معبد ستی یکم در ابیدوس

دوروتی ایدی (به انگلیسی: Dorothy Eady) معروف به " اُم ستی "، موزه دار معبد ستی اول و باستان‌شناس بریتانیایی بود. شهرت او بیشتر به خاطر سخنانش در مورد زندگی گذشته اش در دوران مصر باستان به عنوان راهبه معبد ستی است. زندگی و کار او موضوع بسیاری از مقاله‌ها، مستندهای تلویزیونی و زندگی‌نامه‌ها بوده‌است. مقاله ای در نیویورک تایمز در سال ۱۹۷۹ داستان زندگی او را "یکی از جذاب‌ترین و متقاعد کننده‌ترین تاریخ مورد مدرن تجدید تنوع در جهان غرب" توصیف کرد.

## اوایل زندگی
دوروتی لوئیز ایدی در سال ۱۹۰۴ در لندن در یک خانواده طبقه متوسط ایرلندی به عنوان تنها فرزند روبن ارنست ایدی، استاد خیاط و کارولین مری (فراست) ایدی، به دنیا آمد و در یک شهر ساحلی بزرگ شد. در سن سه سالگی، پس از سقوط از پله‌ها، از هوش رفت و پس از معاینه توسط پزشک خانواده، پزشک به پدر و مادرش گفت که متأسفانه او مرده. و به طبع پزشک به دنبال پیگیری جواز فوت او رفت و بعد از بازگشت متوجه شد دوروتی زنده است! و بعداز بهوش آمدن اولین سخنی که گفت این بود «مرا به خانه ام ببرید» با آنکه او در خانه پدر و مادرش و آن منزلی که در آن به دنیا آمده بود حضور داشت.
از آن لحظه شروع به رفتارهای عجیب و غریب کرد و درخواست کرد که او را «به خانه ببرند». او همچنین به سندرم لهجه خارجی مبتلا شده بود. این باعث مشکلاتی در اوایل زندگی او شد. معلم مدرسه او خواست که والدینش او را از کلاس دور نگه دارند، زیرا او مسیحیت را با مذهب مصر باستان «خلفا» مقایسه کرده بود. وی پس از آنکه از خواندن سرودی که در آن دعا می‌کنند «خداوند مصری‌ها را نفرین کند ،» امتناع کرد از مدرسه دخترانه دالویچ اخراج شد. بازدیدهای منظم وی از تجمعات کاتولیک، که دوست داشت زیرا یادآور «مذهب کهن» بود، پس از بازجویی و دیدار با پدر و مادرش توسط کشیش خاتمه یافت.
پس از آن او پدر و مادرش که برای بازدید از موزه بریتانیا و مشاهده عکس‌ها در تالار نمایشگاه معابد پادشاهی نیوجرسی رفته بودند، دوروتی جوان با صدای بلند گفت: "اینجا خونهٔ منه!" اما "درختان کجا هستند؟ باغها کجا هستند؟" این معبد متعلق به ستی اول، پدر رامسس بزرگ بود. او در اطراف سالن‌های اتاق‌های مصر، "در میان مردمانش" دوید، و پای تک تک تندیس‌ها را بوسید. بعد از این سفر، او از هر فرصتی برای بازدید از اتاقهای موزه بریتانیا استفاده کرد. در آنجا، وی سرانجام با E. A. Wallis Budge ملاقات کرد، که با شور و شوق او را به مطالعه و تحقیق خط هیروگلیف تشویق کرد.
اوایل جنگ جهانی اول مجبور به ترک خانه شد و به خانه مادربزرگ خود در ساسکس انگلستان نقل مکان کرد.
در آنجا، او تحصیلات خود را در مورد مصر باستان در کتابخانه عمومی Eastbourne ادامه داد. وقتی پانزده سال داشت، بازدیدهای شبانه را از مومیایی فرعون ست اول تعریف می‌کرد. رفتار او، همراه با راه رفتن در خواب و کابوس، باعث شد او چندین بار در آسایشگاه‌ها بستری شود. هنگام ترک مدرسه در شانزده سالگی، وی به موزه‌ها و اماکن باستان‌شناسی در سراسر انگلیس، که توسط تحقیقات پدرش در صنعت سینمای پررونق در سراسر کشور تسهیل شده بود، بازدید کرد.
اdدی در مدرسه هنر پلیموث به صورت پاره وقت دانش آموز شد و شروع به جمع‌آوری آثار باستانی مصر کرد. در دوره حضور در پورتسموث، او بخشی از گروه تئاتر شد که به مناسبت نمایش داستانی و داستانی اوزیریس به اجرای نمایشنامه پرداخت. او نقش ایزیس را بر عهده گرفت و براساس ترجمه اندرو لانگ، افسوس مرگ اوزیریس را خواند:
```

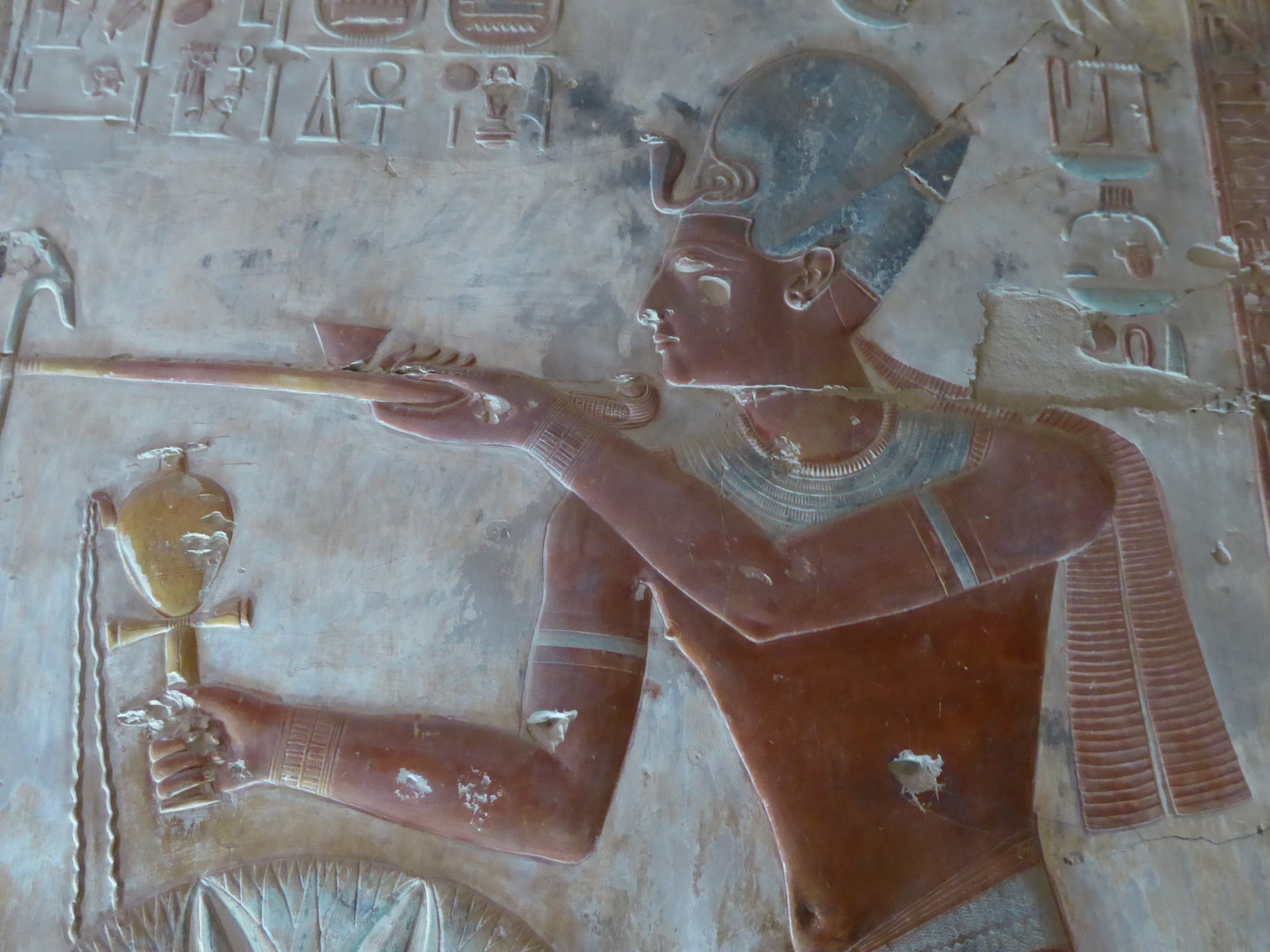
سنگ نگاری ستی یکم در ابیدوس، فرعون دودمان نوزدهم مصر باستان

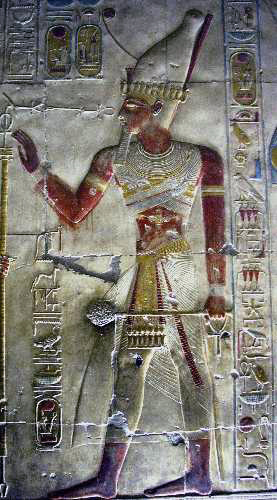
ستی یکم فرعون دومان نوزدهم

نور دنیا را ترک کرده‌است، جهان خاکستری است.
```

```
آسمان پر ستاره از تاریکی بی فروغ شده.
```

```
فریاد ما این است اوزیریس، درگذشت.
```

```
اشک می‌ریزید، ستاره می‌میرد، آتش میفروزد، رودخانه‌ها می‌ریزند.
```

در سن بیست و هفت سالگی، او با یک مجله روابط عمومی مصری کار خود را در لندن آغاز کرد، و برای آن مقاله نوشت و کارتون کشید که نشان دهنده حمایت سیاسی وی از یک مصر مستقل است. در این دوره وی با همسر آینده اش امان عبدالمگوید، دانشجوی مصری که با وی که هنگام بازگشت به خانه هم مسیر بود، ملاقات کرد.

## مهاجرت به مصر
در سال ۱۹۳۱ به دنبال امان عبدالمگوید به مصر رفت. او آموزگار زبان انگلیسی بود و از او خواست که با او ازدواج کند. هنگام ورود به مصر، او زمین را بوسید و اعلام کرد که به خانه آمده‌است تا بماند. این زوج در قاهره ماندند و خانواده شوهرش نام مستعار "Bulbul" (بلبل) را به او دادند. پسر آنها به نام Sety نامگذاری شده‌است، که از آن نام محبوب او 'Omm Sety' گرفته شده‌است (مادر Sety) پس از ملاقات احتمالی با دبیر جورج ریزنر، که دربارهٔ توانایی ظاهری او در جذابیت مارها اظهار نظر کرد و به او گفت که طلسم‌هایی دربارهٔ چنین قدرت‌هایی در ادبیات مصر باستان مصر وجود دارد، ام ستی از هرم سلسله پنجم یوناس بازدید کرد. کلاوس بائر هنگام تقدیر از وی در سفر به ساکارا، در اوایل دهه ۵۰، هنگام تقدیم وی به یاد آورد که او
«پیش از ورود به هرم یونس، کفشهای خود را بیرون آورد.»
وی همچنان در این مدت گزارش‌های مختلف و تجارب خارج از بدن را گزارش می‌داد، که باعث ایجاد اصطکاک با خانواده طبقه متوسطی که با آن ازدواج کرده بود می‌شد.

## همکاری با سلیم حسن و احمد فخری
در سال ۱۹۳۵، دوروتی ایدی هنگامی که مشغول تدریس در عراق بود، از همسرش جدا شد. پسر آنها ستی با او ماند. دو سال پس از قطع شدن ازدواج، وی به زندگی در نظلات السمان در نزدیکی اهرام جیزه رفت و در آنجا با سلیم حسن باستان‌شناس مصری دپارتمان آثار باستانی دیدار کرد که وی را به عنوان دبیر و داماد خود استخدام کرد. او نخستین کارمند زن بخش بود و به نفع حسن بود. به گفته باربارا لسکو، "او به دانشمندان مصری بویژه حسن و فخری کمک بزرگی کرد، و انگلیسی خود را تصحیح کرد و مقالات انگلیسی زبان را برای دیگران نوشت، بنابراین این زن انگلیسی ضعیف با تحصیل در مصر به یک زن درجه اول و پرفروش و با استعداد تبدیل شد. نویسنده ای که حتی تحت نام خود، مقالات، مقاله‌ها، تک نگاری‌ها و کتابهایی با طیف، شوخ طبعی و ماده عالی تولید کرده‌است. "
وی به واسطه علاقه شدید وی به آثار باستانی، بسیاری از مصریان‌شناس معروف دوره را ملاقات و دوست داشت. ام ستی چنان سهم بسزایی در کارهای حسن گذاشت که پس از مرگ وی توسط احمد فخری در حین کاوشهای خود در داشور به کار درآمد. حسن مجلل حسن، ده جلدی «حفاری‌های در جیزه»، «ذکر ویژه ای، با قدردانی صمیمانه» را به Dorothy Eady برای کار ویرایش، ترسیم، فهرست بندی و تألیف خود ارائه می‌دهد. او از این دانشمندان فنون باستان‌شناسی را یادگرفت، در حالی که از تخصص وی در سلسله مراتب و نقاشی بهره می‌برد.
در این مدت او نماز می‌خواند، مکرراً به خدایان مصر باستان می‌پرداخت، و غالباً شب را در هرم بزرگ می‌گذراند. ادی به دلیل شایعات دهکده تبدیل شد زیرا او نماز شب و تقدیم هوروس در ابوالهول بزرگ می‌کرد. با این حال او همچنین بخاطر صداقتش در پنهان کردن ایمان واقعی خود به خدایان مصری، توسط روستائیان مورد احترام قرار گرفت. او نسبت به آیین‌های مذهبی دیگران حساس بود و در ماه رمضان با اهالی مسلمان روزه می‌گرفت و در کریسمس با مسیحیان جشن می‌گرفت.
ارتباطات وی با کارگران و خانواده‌های آنها تجربه دست اول زندگی معاصر مصر را به وی داد. او یک موضوع مشترک را مشاهده کرد که به تمام دوره‌های تاریخ مصر می‌پیوندد. فرعونی، یونانی-رومی، مسیحی و اسلامی. این موضوع نیل بود که زندگی مردم را در بسیاری از سطوح متحرک می‌کرد.

## کوچ به ابیدوس
پروژه تحقیق هرم داشور احمد فخری در اوایل سال ۱۹۵۶ خاتمه یافت و دوروتی ایدی را بیکار گذاشت. فخری به وی پیشنهاد کرد که از هرم بزرگ را بالا رود؛ و هنگامی که به اوج رسیدی، به سمت غرب بپیچ، خود را به خدای اوزیریس معرفی کن و از او بپرس " به کجا می‌روی؟ ". او به دوروتی پیشنهاد کرد که بتواند شغل پردرآمدی را دردفتر سوابق قاهره بگیرد یا یک موقعیت ضعیف در ابیدوس به عنوان یک طراح زن. او دومی را انتخاب کرد. او گزارش داد که Seti I این اقدام را تأیید کرده‌است. او ادعا کرد که "چرخ سرنوشت" در حال چرخش است و این دوره زمان خواهد برد اگر او پاکدامن بود، اکنون گناهان باستانی بنتریشیت را خنثی می‌کرد.
در ۳ مارس ۱۹۵۶، پنجاه و دو ساله ام سوتی به عبیدوس رفت. او در عربت آبیدوس خانه ای را بنا کرد که در گهواره کوه پگا گپ نشسته‌است. مصریان باستان معتقد بودند که این کوه منجر به آمانتی و زندگی پس از مرگ شده‌است. در اینجا بود که او به نام «ام ستی» خوانده شد، زیرا در روستاهای مصر مرسوم بود که به نام فرزند بزرگتر خود به مادری مراجعه کنند.
آبیدوس برای او از اهمیت ویژه ای برخوردار بود، زیرا در آنجا بود که او معتقد بود که بنتراشت در معبد ستی زندگی کرده و خدمت کرده‌است. وی پیش از این زیارتگاه‌های کوتاهی به سایت کرده بود، که در طی آن دانش پیشرفته خود را نشان داده بود. در یکی از این سفرها به معبد، بازرس ارشد بخش آثار باستانی، که از ادعاهای او اطلاع داشت، تصمیم گرفته بود با درخواست از وی بخواهد در تاریکی کامل در نقاشی‌های دیواری خاصی ایستاده، او را آزمایش کند. به او دستور داده شد که آنها را براساس دانش قبلی خود به عنوان کشیش معبد، شناسایی کند. او این کار «شناسایی» را با موفقیت انجام داد، حتی مکان‌های نقاشی در این زمان هنوز منتشر نشده بود را عنوان کرد و تفسیر صحیح ماهیت نقاشی بر اساس دیانت «وثنی» را تشریح کرد!
او دو سال اول را صرف لیست و ترجمه قطعاتی از کاخ معابد اخیراً حفاری کرد. کار او در مونوگرافی «کاخ و مجلاتی که به معبد ستی اول در آبیدوس ضمیمه» ادورارد قاضولی وارد شده‌است. وی در این کار از وی تشکر ویژه کرد و از مهارتهایی که در ترجمه متون مبهم به همراه سایر اعضای گروه آثار باستانی نشان داد، تحت تأثیر قرار گرفت؛ زیرا تا آن زمان متونی که چندین قرن مانند معما حل نشدنی در باستان‌شناسی بود را با بهترین شکل ترجمه کرد.
```
در سال ۱۹۵۷، او تقویم عبادت روزهای جشن را بر اساس متون باستانی مصر نوشت.
```

برای او، معبد ستی مکانی صلح و امنیت بود که در آن با چشمان خیرخواهانه خدایان مصر باستان به تماشا نشست. ام ستی ادعا کرد که در زندگی گذشته خود به عنوان بنتراشیت، «کاهن معبد» بود و آن معبد دارای باغی بود که در آن باغ اولین بار با محبوب خودش Seti I. ستی یکم ملاقات کرده بود توضیحات وی به عنوان دختر جوان توسط پدر و مادرش باور نشده بود، اما در حالی که او در آبیدوس زندگی می‌کرد، و با رهنمایی باستان شناسان توسط و معین کردن مکان دقیق باغ معبد! این باغ پیدا شد که در درست همان‌جای که او گفته بود، یافت شد. کاوش‌ها از باغی پرده برداشته اند که با توصیفات وی مطابقت دارد.
او هر روز صبح و شب برای تلاوت نمازهای روز به معبد می‌رفت. در روزهای تولد اوزیریس و ایزیس، ممتنع بودن غذاهای باستانی را رعایت می‌کرد و پیشنهادهای آبجو، شراب، نان و بیسکویت چای را به کلیسای اوزیریس می‌آورد. غم و اندوه ایزیس و اوزیریس، که او به عنوان یک دختر یادگرفت، نیز خوانده می‌شود. او یکی از اتاق‌های معابد را به یک دفتر شخصی تبدیل کرد، جایی که کار خود را انجام داد و با یک کبرا که به‌طور مرتب از آن تغذیه می‌کرد، زنگ خطر نگهبانان معبد را دوست کرد.
او معبد ستی را مانند ورود به یک ماشین زمان توصیف کرد، جایی که گذشته به گذشته تبدیل می‌شود و ذهن مدرن در درک جهانی که جادو در آن پذیرفته شده‌است مشکل دارد. وی ادعا کرد که صحنه‌های به تصویر کشیده شده روی دیوارهای معبد از دو سطح در ذهن مصریان باستان فعال بوده‌است. در مرحله اول، آنها باعث می‌شوند که اقدامات دائمی به نمایش درآیند. به عنوان مثال نقاشی فرعون که نان به اوزیریس ارائه می‌داد، تا زمانی که این تصویر باقی بماند، اقدامات خود را ادامه داد. ثانیاً، اگر شخص در مقابل تصویر قرار گیرد و نام خدا را بخواند، می‌توانست با روح الهام بخش شود.

## مشاهدات ام ستی در بقایای فرهنگ محلی
ام ستی اظهار داشت که گرچه زنان روستای مدرن می‌توانند کنترل رایگان داشته باشند، اما آنها آن را نمی‌خواستند. "اگر آنها یک سال را بدون داشتن فرزند از دست بدهند، در همه جای دنیا می‌روند - حتی به پزشک! و اگر این کار نکند، چیزهای دیگری را هم امتحان می‌کنند." اینها شامل نزدیک شدن به یک تصویر معبد از ایزیس در آبیدوس ("بانوی خوب")، هاتور در دندرا، مجسمه Senwosret III در جنوب آبیدوس، مجسمه Taweret در موزه قاهره و اهرام در جیزه بود.
او همچنین می‌گفت که چگونه مردم از او پیروی می‌کردند و به دنبال درمانی برای ناتوانی جنسی بودند. برای آنها او آیینی را بر اساس متون اهرام انجام می‌داد که همیشه جوابگو بود. استفاده از هِکا بدون مات خلاف «خواست خدایان» بود، بنابراین او تمرکز خود را بر شفای مردم یا رها کردن آنها از «اثرات طلسم‌های شر» می‌گذاشت. به گفته یکی از آشنایان، «ام ستی به کسی آزاری نمی‌رساند مگر اینکه به او صدمه ای زده باشد.»
او می‌گفت که روش‌های غیر معمول تغذیه کودک در دوران مدرن مصر، مانند این که شیر مادر از با کاسه گرفته می‌شود، با دوران فرعون‌ها مشابه است.
حاشیه جوانی که کودکان مصری با آن می‌پوشیدند با برخی از کودکان دهقانی مدرن مصری زنده مانده بودند، که پس از بقیه موها با یک موی مو باقی مانده بودند و در اولین موهایشان تراشیده می‌شوند. پسران مصری باستان ختنه شده بودند، احتمالاً به دلایل بهداشتی، و او معتقد بود این مورد توسط یهودیان بعدها مورد استفاده قرار گرفته، که به نوبه خود به مسلمانان امروزی منتقل شده‌است. بسیاری از بازی‌ها و اسباب بازی‌های مدرن کودکان توسط کودکان در مصر باستان نیز مورد استفاده بوده‌اند.
ام ستی اظهار داشت که درخت افراط، که در قرآن با برگهای کتیبه ذکر شده‌است، با صحنه‌های معبد مصر باستان مقایسه می‌شود که در آن یک خدای نشان داده شده‌است که روی کاروان‌های سلطنتی را روی برگهای زینت بخش درخت زندگی حک می‌کند.
ام ستی خاطرنشان کرد که روستاهای مدرن مصری از رسم عزاداری بسیار دیدنی برخوردار بودند. او این را به میراث باستانی مصر نسبت داد. چنین آداب و رسوم برای اولین بار در متون اهرام در هزاره سوم قبل از میلاد به ثبت رسیده‌است. وی سایر آیین‌های مدرن مرگ را با رویه‌های باستانی مقایسه کرد، به عنوان مثال، نگه داشتن ساعت با مردگان (حتی اگر این امر با تعالیم رسمی اسلامی مغایر باشد)، عطر مرده، قایق در مقبره‌ها، چراغ برای مردگان، شیوه امروزی کشاورزان است. نان به همراه درگذشتگان و شستن پارچه‌های مردگان. ام ستی اظهار داشت که در مصر سفلی مدرن، «پیرمردها» معتقد بودند که ستاره‌های موجود در آسمان شب مردگان را نمایندگی می‌کنند و خاطر نشان می‌کند که چگونه در متن‌های اهرام، مردگان سلطنتی هم به همین عقیده ستاره پنداشته می‌شدند. در مصر باستان و در زمان ام ستی تراشیدن مو یا اصلاح مو به عنوان نشانه عزا بوده که اکنون نیز ادامه دارد.
گرچه این بخشی از آموزه‌های رسمی اسلامی نیست، اما او اعتقاد گسترده‌ای را در بین مصریان مدرن، تحصیل کرده و بدون تحصیلات نشان داد، که هر انسانی دارای قرینه، یک مؤلفه معنوی است که جدا از روح است، و او این را با اعتقاد مصر باستان مقایسه کرد. در کا. شخص. مصریان باستان معتقد بودند که سایه یک شخص جزئی از ذات انسان است، و ام ستی خاطرنشان کرد که دهقانان مصر مدرن عقاید مشابهی دارند و سایه را با احتیاط رفتار می‌کنند.
او اعتقاد مصر به عفریت (موجودات شیطانی که به صورت وارونه ظاهر می‌شود) را با موجودات وارونه که در متون اهرام نشان داده شدند مقایسه کرد. مصریان باستان به هِکا (جادو) اعتقاد داشتند و از جادوگران محافظ با جادوهایی که روی آنها نوشته شده بود، استفاده می‌کردند. او این مسئله را با شیوه‌های مدرن مقایسه کرد، که توسط فروشندگان فقیر در میدان‌ها بازار انجام می‌شد، که آیاتی از قرآن کتاب مقدس دین اسلام به نشانه حفاظت در مقابل پلیدی‌ها و التماس برای خیر و برکت روی آن نقش بسته‌است، یا در آن متراکم شده‌است.
هر دو مصر باستان و مدرن معمولاً به داشتن معنویت اعتقاد داشتند و برای پرستش روشهایی را به کار می‌بردند. نمونه‌هایی از دوران باستان زنده می‌مانند که نشان می‌دهد چگونه یک مجسمه یک خدا، همراه با پیشکش‌ها، آزادی یک فرد مالک را به ارمغان آورده‌است. در دوران مدرن به کسی که چنین آیینی را برعهده دارد، شیخ (دانا و روحانی) می‌گویند و مانند روایات باستانی، به روحانی که در شخص اقامت گزیده‌است، پیشکشس‌هایی ارائه می‌شود. روش جایگزین مراسمی به نام butadjiyya است که در آن آیه‌هایی از قرآن برای بیمار به همراه بخور تلاوت می‌شود. برای مسیحیان زیارت یک کلیسای قبطی در میت دمیس است. پس از ده روز بدون شستن، دعا می‌کنند که سنت جورج ظاهر شود و پای بیمار را که شیاطین از آن خارج می‌شود، سوراخ کند.
ام ستی به قدرتهای درمانی آب برخی مکانهای مقدس اعتقاد داشت. او با پریدن به استخر مقدس در Osireion کاملاً لباس پوشیده، خود را بهبود می‌بخشد. دوستان گزارش می‌دهند که چگونه او نه تنها خود، بلکه دیگران را نیز با استفاده از این روش بهبود بخشید. کودکی که به دلیل مشکلات تنفسی پس از استفاده از آب Osireion توسط والدین آشفته به او آورده شده‌است. ام سوتی گزارش داد که دیگر به عینک احتیاج ندارد و با استفاده از آبهای اوزییرون از آرتریت و آپاندیسیت درمان می‌شود.
در کنار کنت ویکس، وی به موضوع طب عامه علاقه و دانش زیادی داشت. وی خاطرنشان می‌کند که امروزه درمان‌های مورد استفاده می‌توانند از طریق متون باستانی مصر که درختان خاصی را که با الهه‌هایی مانند هاتور و ایزیس استفاده می‌شوند، ردیابی شوند. ام ستی ثبت کرد که مدت‌ها بعد از تبدیل مصر به اسلام، قدرت «خدایان قدیمی» هنوز به رسمیت شناخته شد. المقریزی ثبت کرد که پس از آنکه شیخ متعصب چهره ابوالهول را خراب کرد، زمین‌های زیر کشت شده در اطراف جیزه مورد حمله قرار گرفت و با شن پوشانده شد. او برخلاف خدایان مرتبط با باروری، ترس را برانگیخت که در بعضی از مصریان مدرن از مجسمه الهه سخت الهام گرفته شده‌است، حتی اگر آنها از حساب مصر باستان بی‌خبر نبودند که او را با نابودی بشر مرتبط می‌کردند.
یک اعتقاد رایج در بین مردم روستا مربوط به یک «بوگمن» و «تروریست» به نام Ba Bah است و با خدای مبهم مصر باستان Bwbi که به‌طور مشابه از ترور استفاده می‌کند، مقایسه می‌شود. روستائیان شهر عربت آبیدوس گزارش دادند که گاهی شاهد «یک قایق طلای بزرگ» که بر روی یک دریاچه یک بار شناور است بوده‌اند. ام ستی خاطرنشان کرد: اهالی روستا از بازی معمایی مصر باستان که روزگاری در آبیدوس تصویب شده بود، شامل یک قایق نشمت نادان بودند. اهالی روستا، با فراموشی، جلوه ای را که در آن زمان دریاچه ای مقدس وجود داشته‌است، مشاهده کردند.
آداب و رسوم رایج مربوط به عید پاک، هم توسط قبطیان و هم توسط مسلمانان مشاهده شده، از نظر وی احتمالاً در مصر باستان منشأ داشته‌است. در «کار چهارشنبه»، در طول هفته قبل از عید پاک یکشنبه، حمام گرفته شده و جسد کنده شده با گیاه «امارنای مصری» که توسط مسلمانان به نام غبیره خوانده می‌شود، و توسط قبطی‌ها نیز وجود دارد. آنها اعتقاد دارند که ایوب کتاب مقدس با روشهای مشابه از جذام وی درمان می‌شد. در صورت عدم وجود مقام کتاب مقدس برای این واقعه، او حدس می‌زند که براساس متون هرمی است که در آن از همان پادشاه برای تصفیه خود، همان گیاه استفاده می‌شود.
بین ماه‌های دسامبر و ژانویه (ماه کویاک در تقویم‌های مصر باستان و قبطی)، مسلمانان و قبطی‌ها، اما عمدتاً دومی، باغ‌های کوچکی را کاشته‌اند که تصور می‌شود وقتی جوانه می‌زنند، باعث رونق خانواده می‌شود. ام ستی معتقد بود که این امر از عمل مصر باستان در کاشت «باغهای اوسیریس» و «تختهای اوزیریس» در ماه کیاک آغاز شده‌است. پوشش گیاهی جوانه زده نماد معاد است. اندرو استروم روش مشابهی را در بین یهودیان مصری ذکر می‌کند، در این مورد مربوط به کفاره گناه است، و همچنین گمان می‌کند که این ریشه در اعتقادات اوزیریان مصر باستان دارد.
ام ستی بسیاری از شیوه‌های مدرن دیگر را که از زمان‌های قدیم در مقاله‌های کوتاه نوشته شده بین سالهای ۱۹۶۹ تا ۱۹۷۵ ترجمه شده‌است، شرح داده‌است. اینها توسط مصحح‌شناس نیکول ب. هانسن در سال ۲۰۰۸ با عنوان "زندگی مشترک ام ستی: زنده ماندن مصر: زنده ماندن قوم‌های مختلف از زمان فراعنایی ویرایش و منتشر شده‌است. "با یک مقدمه توسط کنت ویکس و مقدمه ای از والتر A. فارسرسویس".

## سال‌های بعد

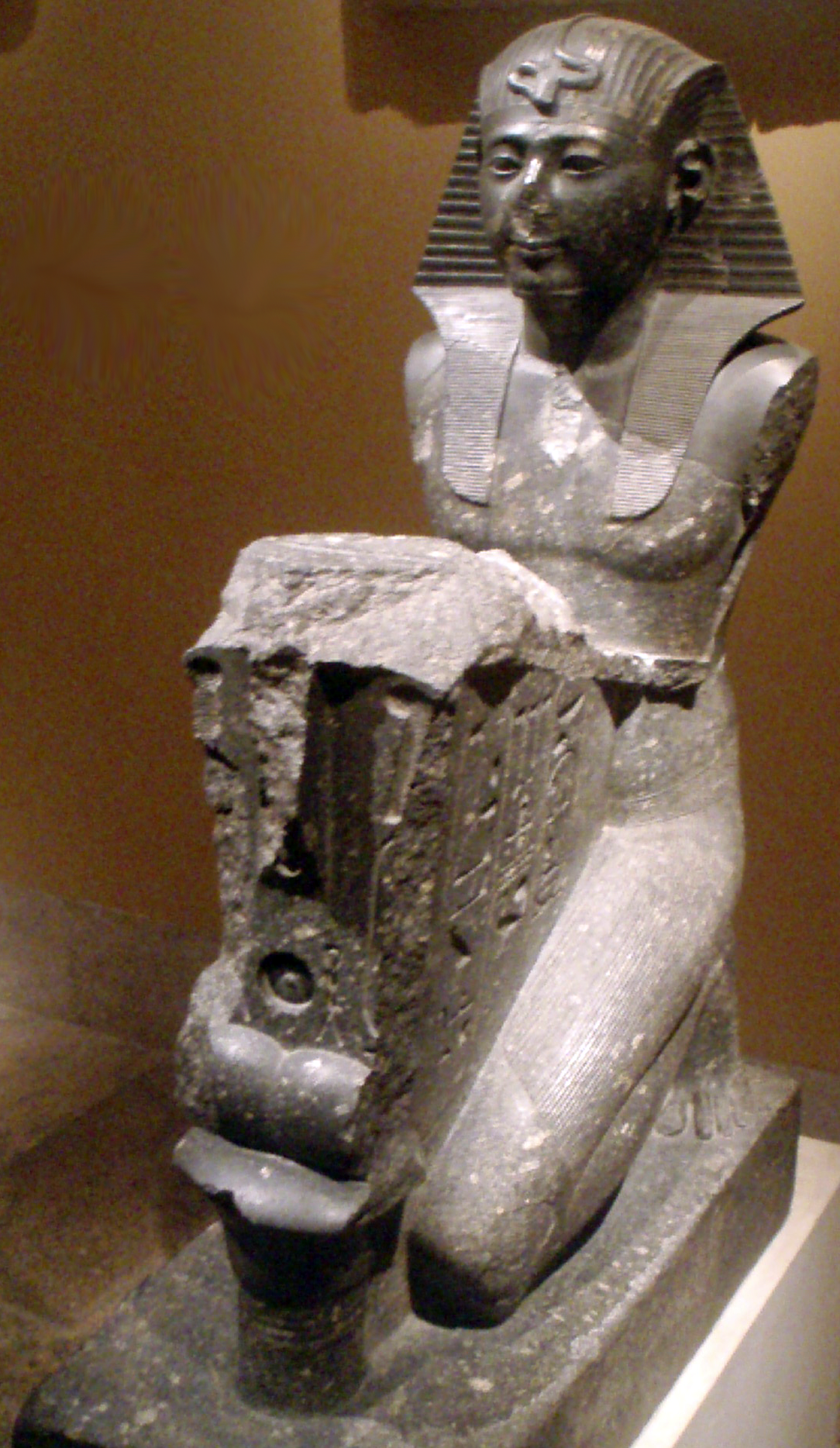
مجسمه دوروتی ایدی

با رسیدن به شصت سالگی در سال ۱۹۶۴، ام ستی با بازنشستگی اجباری توسط اداره آثار باستانی روبرو شد و توصیه کرد که به دنبال کار پاره وقت در قاهره باشید. او به قاهره رفت، اما تنها یک روز قبل از بازگشت به آبیدوس ماند. دپارتمان باستان‌شناسی تصمیم به استثناء در قوانین بازنشستگی خود گرفت و به او اجازه داد که برای مدت ۵ سال به فعالیت خود ادامه دهد، تا اینکه در سال ۱۹۶۹ بازنشسته شد. مستمری وی ۳۰ دلار در هر ماه با سوزن دوزی که به دوستان و گردشگران فروخته می‌شد، که هدایای لباس، غذا و مواد خواندن نیز به همراه داشت، تکمیل شد.
او کار خود را به عنوان مشاور پاره وقت در بخش آثار باستانی شروع کرد و گردشگران را در اطراف معبد ستی راهنمایی می‌کرد و نمادگرایی صحنه‌های دیواری نقاشی شده را توضیح می‌داد. در سال ۱۹۷۲، او دچار حمله قلبی خفیفی شد و پس از آن تصمیم گرفت خانه قدیمی خود را بفروشد و به زارع (یک اتاق مجلل تختخواب ساخته شده از نی) منتقل شود. احمد سلیمان، فرزند نگهبان یکبار معبد Seti، خانه ای ساده گلی را در مجاورت خانه خانوادگی خود بنا کرد که در آن ام سوتی نقل مکان کرد و به عنوان بخشی از خانواده سلیمان زندگی می‌کرد. او در دفتر خاطرات خود گزارش داد که هنگام عزیمت به خانه جدید خود، Seti I ظاهر شدم و مراسمی را که تقدیم محل سکونت کرد، انجام داد و با احتیاط به سمت مجسمه‌های کوچک آزیریس و داعش در یک محل کوچک حرم نگهداری شد.
در طی این بازدید، ستی تنها و تنها زمانی که خدای ست را دید، نام خود را توصیف کرد. او به عنوان مقدمه ای برای دیدار با ست، قبل از ورود به کلیسای قدرت بزرگ، به مدت ده روز روزه گرفت، جایی که خدا با "زیبایی که توصیف نمی‌شود" ظاهر شد. ستی با احساس اینکه او روح همه ظالمانه و بدی است، به صدای خندیدن از خدای فرار کرد، هرگز به خدمت دوباره نپرداخت. وی مشاوره داد که: "نباید به وجودی شر خدمت کرد، حتی اگر به نظر می‌رسد ویژگی یا کارکرد خوب یا مفیدی داشته باشد." آتلانتیس (کرتایی روزی به او گفته بود که جزایر اژه قله کوه‌ها از سرزمینی بزرگ است که در مدیترانه فرورفته بود) و خاستگاه اوزیریس ("پروردگار ما از آمانتی آمد، از کجا بازگشت").

### همکاری با مصر شناسان
ام ستی در طول اقامت خود در ابیدوس با همه مصریان پیشرو در روز خود آشنا شد. لنی بل و ویلیام مورنان از خانه شیکاگو یادآوری کردند که «رفتن به آبیدوس برای دیدن ام ستی، چای در جای او» و سپس معابد را با او مشاهده می‌کنید. جان رومر به یاد می‌آورد که یک بطری ودکا را به خانه خود آورده و ام ستی از آن لذت می‌برد که داستانهای کمی بیشتر از خدایان و ایزدان را بیان می‌کند.
او دربارهٔ رامسس دوم، فرزند ستی اول، که او همیشه به عنوان یک نوجوان می‌دید، صحبت کرد، همان‌طور که وقتی بنتراشیت برای اولین بار او را می‌شناخت. وی، مشترک با سایر مصری شناسان، به دلیل حساب‌های کتاب مقدس که او را فرعون ظلم و کشتار کودکان پسر خوانده بود، از او به عنوان "کلک‌ترین از همه فراعنه" به حساب می‌آورد. کنت آشپزخانه، متخصص این دوره، او را "یک رامسید واقعی" دانست. وی گفت که "در رویکرد خانوادگی او" یک حقیقت خاص وجود دارد "و او" به انواع نتیجه‌گیری کاملاً معقول در مورد ماده واقعی و هدفمند معبد ستی رسید ".
نیکلاس کندال از هیئت مدیره فیلم ملی کانادا در سال ۱۹۷۹ برای ساخت مستند با عنوان «گمشده فرعون: جستجوی آخناتن» از مصر بازدید کرد. دونالد ردفورد، که هدایت تیمی را داشت که اخیراً مطالب مربوط به سلطنت آخناتن را کشف کرده بود، از ام سوتی خواست تا در این فیلم حضور پیدا کند. او، با دیگر مصریان‌شناس، شاه را به عنوان یک آرمانگرای عاشقانه که به یک خدای جهانی اختصاص یافته، نمی‌داند، بلکه یک «آیکون مستقل یک ذهنیت، اقتدارگرا است که اسیر زندانیان و جمعیت‌های تبعید شده» می‌شود.
در اکتبر سال ۱۹۸۰، جولیا غار و تیمی از بی‌بی‌سی وارد آبیدوس شدند تا فیلم مستند ام ستی و مصر را فیلمبرداری کنند. این مصاحبه با مصاحبه شناسان مصری T. G. H. James و Rosalie David , Abydos و کاوش‌های انجام شده را توصیف می‌کند. این ورودی گسترده از ام سوتی بود، که به دلیل رو به وخامت او از عصا استفاده می‌کرد. این مستند در ماه مه ۱۹۸۱ از بی‌بی‌سی پخش شد. تایمز در مورد این مستند نوشت: "لبخند شگفت انگیز وقتی که من فیلم" Chronicle "ام ستی و مصر" را تماشا می‌کردم، لبخند می‌زند. مطمئناً من نتوانستم. و به هیچ وجه قادر نخواهید بود. به هر حال، این تلویزیون شگفت‌انگیز را ایجاد می‌کند. " در زمانی که بی‌بی‌سی فیلمبرداری مستند خود را انجام می‌داد، تهیه‌کننده آمریکایی میریام بیرچ از ام ستی خواست تا ظاهر شود ، کنت ویکس و لنی بل، در مصنوعی که کانال نشنال جئوگرافیک در حال فیلمبرداری است، مصر: کوشش برای ابدیت. این تمرکز در Rameses II، پسر Seti I. تیراندازی در مارس ۱۹۸۱ اتفاق افتاد، همزمان با هفتاد و هفتمین جشن تولد ام شتی در خانه شیکاگو، که فیلمبرداری شد. او درد زیادی داشت اما پر از خوشحالی بود و خدمه فیلم او را برای فیلمبرداری به معبد ستی بردند. این آخرین بازدید وی از حرم بود که در آن اعتقاد داشت ۳۰۰۰ سال قبل به عنوان کشیش خدمت کرده‌است.
ام ستی یک بار گفته بود: "مرگ هیچ ترسی برای من ندارد … من تمام تلاش خود را خواهم کرد تا از طریق داوری نتیجه بگیرم. من می‌روم پیش اوزیریس، که احتمالاً چند ظاهر کثیف به من خواهد داد، زیرا می‌دانم که متعهد شده‌ام که نباید از آنها استفاده کنم. "از آنجا که مسلمانان و مسیحیان اجازه نمی‌دهند" یک ملت "در گورستان‌های خود دفن شود، ام سوتی آرامگاه زیرزمینی خود را ساخت که با یک درب دروغین تزئین شده بود. اعتقاد بر این بود که از طریق این درب کا می‌رفت بین این دنیا و جهان دیگر، و مطابق با اعتقادات کهن، با یک دعای ارائه شده حک شده بود. کارمندان خانه شیکاگو به او تقلید مصور Shawabti را برای قرار دادن در مقبره دادند. در ۱۰ آوریل ۱۹۸۱ وی به دلیل رو به وخامت او دو گربه را به وی هدیه داد. در ۱۵ آوریل، وی نامه ای از اولیویا رابرتسون دریافت کرد که تأیید می‌کند که ام ستی در یارانه داوطلبانه داعش، یک جنبش معنوی بین ادیان متمرکز بر الهه، در ۲۳ مارس ثبت نام کرده بود. در ۲۱ آوریل ۱۹۸۱، ام سثی در آبیدوس درگذشت. مقامات بهداشت و درمان محلی اجازه ندادند که او را در مقبره ای که ساخته بود دفن کنند، بنابراین در گورهای بدون علامت، رو به غرب، در صحرای بیرون قبرستان قبطی مداحی شد.

## سایت‌های ممکن برای اکتشاف باستان‌شناسی
در اوایل دهه هفتاد میلادی، اندکی پس از مرگ ناصر، ام ستی اقرار کرد که مکان مقبره نفرتیتی را می‌داند، اما از گفتن آن ابراز نارضایتی کرده بود، چون که ستی مانند آخن آتون به دلیل تلاش‌هایش برای سرکوب فرهنگ مصر نیست. رفتارهای مذهبی اش نشان می‌داد که: «ما نمی‌خواهیم چیزی بیشتر از این مردم شناخته شود.»
او موقعیت این مقبره را نزدیکی به توت عنخ آمون دانست، اما بر خلاف این ادعا، نظراتی آن زمان غالب بود که دیگر مقبره‌های جدیدی یافت نخواهد شد.
در سال ۱۹۸۸ در میانِ دره پادشاهان، گروه ARPT به سرپرستی نیکلاس ریوز شروع به کاوش در منطقه مقبره توت عنخ آمون کرد، بر اساس دو نشانه که در طی یک پویش صوتی در سال ۱۹۷۶ یافت شد در حین حفاری، دو مقبره مهر و موم شده دست نخورده از کاتب دودمان ۲۰، مقبره مومیایی مشهوری که مهر و موم آن در بسیاری از دیگر مقبره‌های دره یافت شده‌است، کشف شد.
اسکن راداری در سال ۲۰۰۰ میلادی شواهدی از دو اتاق خالی نشان داد، اما تا زمان تحقیقات دربارهٔ سرقت آثار باستانی، کار متوقف شد. در سال ۲۰۰۶، اتو شادن، در یک حفاری کاملاً نامرتبط، به‌طور تصادفی در یکی از «نشانه ها» (که در آینده به شماره KV63 طبقه‌بندی شد) قرار گرفت، که شامل نمونه‌های بسیار خوبی از لوازم مومیایی شده برای یک خاکسپاری سلطنتی، احتمالاً در همان نزدیکی بود.
نظر ریوز این است که احتمالاً دومین «ناهنجاری» یک مقبره دست نخورده‌است. در اوت ۲۰۱۵ مقاله جدیدی توسط مصرشناس نیکلاس ریوز منتشر شد که احتمالاً این یافته را تأیید می‌کند.
در حالی که عموم مردم تمایل دارند به زیبایی آثار باستانی مصر توجه داشته باشند، دانشمندان متنهایی را که بیشتر دربارهٔ تاریخ و اعتقادات مذهبی یافته می‌شوند را بسیار ارزشمندتر می‌دانند.
از آنجا که ادگار کایس، یکی از کارمندان با سابقه، اظهار کرد در حالی که در حالت خلسه ای قرار بود یک تالار رکورد در منطقه ابوالهول پیدا شود، تلاش‌های مکرر برای یافتن محل مورد نظر آن صورت گرفته‌است. در سال ۱۹۷۳ ام ستی به یاد آورد که این تالارها به دستور و خواست ستی یکم بوده‌است. وی پاسخ داد که هر معبد دارای یک کتابخانه (Per-Medjat) است، اما کسی که به معبد آمون رع در لوکسور مرتبط است، حاوی تمامی اسناد مهم «از زمان اجداد» از جمله مواردی است که از آن جان سالم به در برد.
در سال ۱۹۵۲ ام ستی کتیبه‌های عبدالقادر را از مجسمه‌های رم که از معبدی در لوکسور کشف شده بود ترجمه کرد که درمورد دگرگونی‌های سیاسی در اواخر سلسله ششم پادشاهی مصر بود.
کتیبه‌ها در منطقه ای که تندیس ستی در تالار وقایع آنجا بود پیدا شدند. برخلاف رویه معمول برای این نوع تندیس‌ها، هیچ نوشتاری در اطرافش وجود نداشت، نشان می‌داد که آنها یک بار در برابر یک مشکل ناشناخته قرار گرفته بودند. براساس توضیحات ستی و قرارگیری آثار، او و دکتر زِینی اعتقاد داشتند که تالار وقایع شاید در زیر ساختمان جدید و انجمن مردمان عرب واقع شده‌است.

## نظرات مصر شناسان
به گفته جان اِی. ویلسون، رئیس انستیتوی شرقی، و «ادیان مصر»، شایسته بود که با «ام ستی» به عنوان «یک محقق مسئول» رفتار شود. او منبعی برای آموزش مدرن بود. در پی درک اینکه چگونه آداب و رسوم دینی سنتی باستان در جهان مدرن زنده مانده‌است، به عنوان «آداب و رسوم مردمی» که توسط قبطیان و مسلمانان مصری مدرن انجام می‌شود. برخلاف سایر افراد که ادعا می‌کردند چهره‌های مصنوعی از مصر باستان تجدید تناسه می‌شوند، از طرف مصرشناسان مورد احترام قرار گرفت و در حالی که هیچ‌کس در رخدادهای گزارش شده اش همراهش نبود، هیچ‌کس در راستی او شک نکرد و بسیاری از مشاهداتش در مورد مصر گذشته و کنونی را به عنوان منبع موثق استفاده کرده‌اند.
کنت ویکس نوشت: دانشمندان "هرگز در درستی مشاهدات میدانی "ام ستی" شک نکرده‌اند. به عنوان یک نگارشناس، یک شرکت کننده-ناظر زندگی مدرن مصر، ام ستی همتایی نداشته‌است. بلکمن، هنین و دیگرانی که سنت‌های فرهنگی کهن و جذاب مصر را بررسی کرده‌اند. "
مصرشناسانی که ام ستی را می‌شناختند تحت تأثیر دانش وی در مورد مصر باستان تحت تأثیر قرار گرفتند. کلاوس بائر از مؤسسه شرقی اظهار کرد: «او بینشی داشت و خدایان مصر باستان را پرستش می‌کرد. اما او روش‌ها و معیارهای مطالعه را می‌دانست که معمولاً هر کسی این چنین نیست» و نه «مایل به تغییر دادن کسی بود.»
ام ستی تحت تأثیر هرمان یونکر، "یکی از بزرگان باستان‌شناسی قرن بیستم" بود که همچنین استاد سلیم حسن هم بود. او از رویکرد صادقانه تری برای مطالعه آیین باستان مصر پشتیبانی کرد و معتقد بود که "هیچ کس واقعاً تلاش نکرده‌است تا به اندازه کافی و عمیق به آن وارد شود." او با ذهنی باز تحسینش کرد، به ویژه که یونکر نیز یک کشیش کاتولیک بود. یکی از مصاحبه گرانِ مصری، که نمی‌خواست نامش فاش شود، اظهار داشت: "من بسیار شوکه شدم که یک شب، در مهمانی که توسط دکتر احمد فخری در پشت هرم بزرگ برگزار شد، شرکت کردم … و آنجا در زیر ماه کامل دوروتی حضور داشت. در حال رقص! من نمی‌توانستم به چشمانم اعتماد کنم! "
ویلیام مورنه از انستیتوی شرقی یادآوری کرد:" همیشه خوشحالم که با او باشم و به هر چه می‌گفت گوش می‌دادم … تو واقعاً نمی‌توانستی چیزی را جدی بگیری، اما جدی بود.
کنت کیچن، نویسنده کتاب هفت جلدی "کتیبه‌های رامسید"، ام ستی را "رامسیداید واقعی" توصیف کرد که "به انواع نتیجه‌گیری در مورد هدف واقعی معبد ستی رسید - که ممکن است با چیزهایی هم هماهنگ باشد که او احساس کرد که او از راه دیگری می‌داند … و این سودمند بود.
دونالد ردفورد از ام ستی دعوت کرد تا در مستند "گمشده فرعون" ظاهر شود، که در آن توضیحات خود را از آخناتون ارائه می‌دهد، از جمله دیدگاه منفی به انقلاب دینی. او کوشش کرد (او را با آیت‌الله خمینی مقایسه کند - "فردی مذهبی")، دیدگاهی که توسط دانشمندان همچون ستون ویلیامز و ردفورد مشترک بود.
جان اِی. ویلسون از مؤسسه شرقی شیکاگو کتاب خود "ابیدوس، شهر مقدس مصر باستان" را بخاطر "پوشش جامع عناصر باستانی در ابیدوس" تحسین کرد. در حین بازدید از هرم بزرگ توسط یک تیم ژاپنی با تجهیزات پیشرفته سنجش، یک مصرشناس انگلیسی با حمایت از تأیید دیگران گفت: "اگر ام ستی هنوز هم اینجا بود من هر روز سخنان او را برای مکانهایی که می‌توانستم کاوش کنم، گوش می‌دادم. بیشتر از هر تجهیزات مدرنی در جهان. "
ویلیام سیمپسون، استاد مصرشناسی در ییل، ام ستی راً شخصیتی دلنشین "قلمداد کرد و فکر می‌کرد:" بسیاری از مردم مصر. از این مزیت او استفاده کرده‌اند زیرا کم و بیش دانش خود را دربارهٔ مصر باستان با نوشتن یا کمک به مردم با تهیه طرح و نقشه برای آنها تقدیم می‌کرد. "
دکتر لبیب حباچی، یکی از" دو باستان‌شناس برجسته مصر در زمان خود "و تحسین کننده کار دوروتی ادی، ادعا کرد که او کسی است که از زبان گذشتگان می‌نویسد.
جیمز پی آلن اظهار داشت: "بعضی اوقات مطمئن نیستید که ام ستی چه می‌گوید.
نه اینکه او در گفته‌هایش چیزی بود یا اعتقاد داشت - او زیاد اهل هنر نبود - اما می‌دانست که بعضی‌ها او را کم ارزش می‌بینند، بنابراین به شکلی این معنی را دارد و به شما می‌توانید با آن همراه شوید … او به اندازه کافی معتقد بود که فریبنده جلوه می‌کند، و این باعث می‌شود که شما گاهی اوقات به حس واقعیت خود تردید داشته باشید.
"باربارا لسکو نوشت: "او برای کمک به دانشمندان مصری، به ویژه حسن و فخری بسیار مفید بود، انگلیسی خود را تصحیح کرد و مقالات زبان انگلیسی را برای دیگران نوشت، بنابراین این زن انگلیسی ضعیف، در مصر به یک نویسنده درجه اول و نویسنده پرکار و با استعداد تبدیل شد که حتی تحت نام خود، مقاله‌ها، تک نگاری‌ها و کتابهایی با رتبه‌های عالی، جالب و جذاب منتشر کرد.
" ویلیام گلدینگ دربارهٔ مصرشناسانی که در سفرهای خود در مصر در دهه ۸۰ میلادی با ام ستی ملاقات کرد نوشت و همچنین در جریان مسائل قرار گرفت. همان‌طور که هر انسانی آرزو دارد. هنگامی که "این سؤال بوجود آمد که ام ستی چطور می‌دانست کشیش یک معبد خاص است و پذیرفت که او در گذشته زندگی ای داشته‌است.

## دیگر نظرات
کارل ساگان، ام ستی را «زنی پر جنب و جوش، باهوش و دانا دانست که در مصر‌شناسی سهم به سزایی داشته‌است. درست است که اعتقاد وی به تناسخ ممکن است واقعیت باشد یا تخیل». او این پدیده‌ها را ناشی از «ترس از مرگ» می‌داند و آن این است که بشر به نوعی زندگی پس از مرگ را تجربه کرده‌است. وی خاطرنشان کرد که هیچ سابقه مستقلی، غیر از ایده‌های خودش، برای تأیید ادعای وی در دست ندارد. به عقیده او، هرچند که در اکثر جنبه‌های زندگی خود به‌طور سازنده کار می‌کرد، با این حال خیال‌های دوران کودکی و بزرگسالی را داشت.
روان‌پزشکی که در رفتارهای بزرگسالان تخصص داشت، گمان می‌کرد که سقوط دوروتی دورو در کودکی ممکن است منجر به آسیب به لوکوس سیرولئوس شده باشد، که می‌تواند منجر به دوری گزینی از محیط اطرافش و در نتیجه گرفتار شدن در مشکلات وسواسی شود. مایکل گروبر روان‌شناس بالینی خاطرنشان کرد: ام ستی «یک زندگی معمولی و به اصطلاح روزمره» داشته‌است، از جمله کار در مصرشناسی، گلدوزی، ساخت جواهرات و معاشرت با مردم. تجربیات گزارش شده او زندگی او را چنان پرحاشیه و پربار کرده‌است که «این یک اشتباه جدی است که او را فقط به عنوان کسی که متوهم است ببینیم»

## مقالات ایدی
- "رویایی از گذشته"، ۱۹۴۹، هیئت گردشگری کشور مصر
- "یک سوال از نام ها"، ۱۹۷۰، مرکز تحقیقات آمریکا در مصر، خبرنامه ۷۱، ص. ۱۰–۱۵
- "برخی از چاه‌های معجزه آسا و چشمه‌های مصر"، ۱۹۷۰، مرکز تحقیقات آمریکایی در مصر، خبرنامه ۷۵، ص. ۱۷–۲۲
- "Wading off alipse" 1972، مرکز تحقیقات آمریکایی در مصر، خبرنامه ۸۰-، ص. ۲۵–۲۷
- "Ome Sety's Abydos"، ۱۹۸۰–۱۹۸۰، ۱۹۸۲، مجله انجمن مطالعات آثار باستانی مصر
- "آبیدوس: شهر مقدس مصر باستان"، ۱۹۸۱، با H. ال زینی
- "بقا از مصر باستان"
- "فرعون: دموکرات یا دسپوت"، با هانی ال زینی، از سال ۲۰۱۱ منتشر نشده‌است.